# 가슴등신경
가슴등신경(thoracodorsal nerve) 또는 흉배신경(胸背神經)은 사람과 다른 동물들에서 발견되는 신경으로, 'middle subscapular nerve'이나 'long subscapular nerve'로도 불린다. 넓은등근에 분포한다.

## 구조
가슴등신경은 팔신경얼기 뒤다발에서 시작하며, C6, C7, C8 척수신경 성분을 포함하고 있다. 넓은등근은 등의 근육이지만 가슴등신경은 이 척수신경들의 앞가지에서 유래한다. 팔신경얼기의 세 줄기에서 나온 뒤갈래들이 뒤다발을 형성한다.
겨드랑의 뒤쪽 벽부터 넓은등근까지 어깨밑동맥의 경로를 따라간다. 이 경로는 넓은등근의 아래쪽 경계까지 이어질 수 있다.

## 기능
가슴등신경은 넓은등근의 깊은 쪽 표면에서 넓은등근을 지배한다.

## 임상적 중요성
넓은등근은 가끔 이식을 위해 사용되며, 심부전 환자의 수축기 기능을 증강하기 위해 쓰일 수 있다. 이때 신경 분포를 보존한 채 근육과 함께 이식한다. 미소 수술 등이 그 예시이다.
뒤다발 병변으로 인해 넓은등근의 신경 분포가 소실되면 어깨관절 모음이 불가능해질 수 있다.

## 추가 이미지

팔신경얼기.
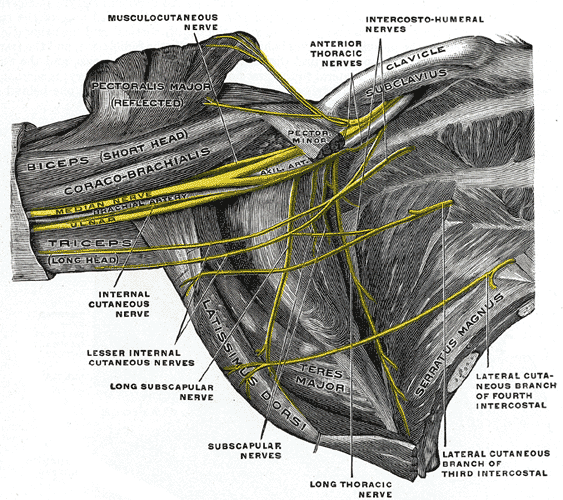
오른쪽 팔신경얼기의 빗장아래부분. 아래앞쪽에서 겨드랑오목을 본 그림.
척수신경 성분별로 색깔을 다르게 표시한 팔신경얼기의 경로.

## 참고 문헌
이 문서는 현재 퍼블릭 도메인에 속하는 그레이 해부학 제20판(1918) page 934의 내용을 기초로 작성된 글이 포함되어 있습니다.
1. 1 2 3 4  Nicole Bentley, J.; Yang, Lynda J. -S. (2015년 1월 1일),  Tubbs, R. Shane; Rizk, Elias; Shoja, Mohammadali M.; Loukas, Marios, 편집., “Chapter 42 - Anatomy of the Posterior Cord and Its Branches”, 《Nerves and Nerve Injuries》 (영어) (San Diego: Academic Press), 563–574쪽, doi:10.1016/b978-0-12-410390-0.00012-3, ISBN 978-0-12-410390-0, 2020년 11월 1일에 확인함
2. ↑  Katirji, Bashar (2007년 1월 1일),  Katirji, Bashar, 편집., “Case 11”, 《Electromyography in Clinical Practice (Second Edition)》 (영어) (Philadelphia: Mosby), 175–187쪽, doi:10.1016/b978-0-323-02899-8.50020-3, ISBN 978-0-323-02899-8, 2020년 11월 1일에 확인함
3. 1 2  Preston, David C.; Shapiro, Barbara E. (2013년 1월 1일),  Preston, David C.; Shapiro, Barbara E., 편집., “30 - Brachial Plexopathy”, 《Electromyography and Neuromuscular Disorders (Third Edition)》 (영어) (London: W.B. Saunders), 468–486쪽, doi:10.1016/b978-1-4557-2672-1.00030-1, ISBN 978-1-4557-2672-1, 2020년 11월 1일에 확인함
4. ↑  Bertorini, Tulio E. (2008년 1월 1일),  Bertorini, Tulio E., 편집., “1 - Neuromuscular Anatomy and Function”, 《Neuromuscular Case Studies》 (영어) (Philadelphia: Butterworth-Heinemann), 1–25쪽, doi:10.1016/b978-0-7506-7332-7.50005-2, ISBN 978-0-7506-7332-7, 2020년 11월 1일에 확인함
5. ↑  Rea, Paul (2015년 1월 1일),  Rea, Paul, 편집., “Chapter 2 - Upper Limb Nerve Supply”, 《Essential Clinically Applied Anatomy of the Peripheral Nervous System in the Limbs》 (영어) (Academic Press), 41–100쪽, doi:10.1016/b978-0-12-803062-2.00002-4, ISBN 978-0-12-803062-2, 2020년 11월 1일에 확인함